# Chilkasa falcata
Chilkasa falcata är en fjärilsart som beskrevs av Swinhoe 1885. Chilkasa falcata ingår i släktet Chilkasa och familjen nattflyn. Inga underarter finns listade i Catalogue of Life.

## Bildgalleri

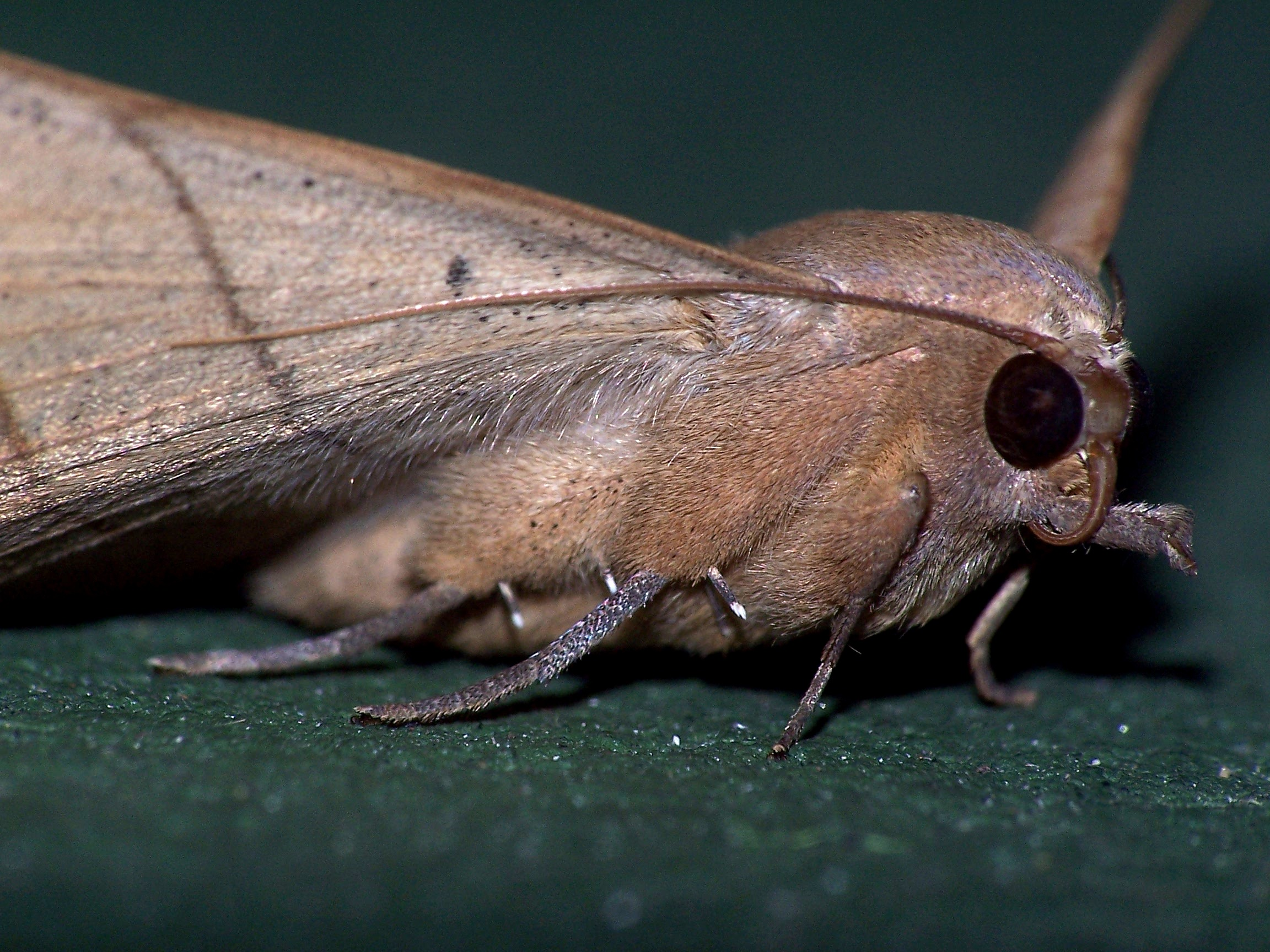